# The Sensual World
| Críticas profissionais | Críticas profissionais |
| Avaliações da crítica  | Avaliações da crítica  |
| Fonte                  | Avaliação              |
| ---------------------- | ---------------------- |
| BBC                    | (Favorável) link       |
| allmusic               | link                   |
| Adrianndening          | link                   |
| Chicago Tribune        | link                   |
| Los Angeles Times      | link                   |
| Robert Christgau       | B link                 |

The Sensual World é o sexto álbum de estúdio da cantora e compositora inglesa Kate Bush, lançado em 1989.
O álbum recebeu a certificação de platina pela British Phonographic Industry por vendas superiores a 300.000 cópias no Reino Unido e certificação ouro pela RIAA por vendas superiores a 500 mil cópias nos Estados Unidos.
Sensual World foi nomeado para o Prêmio Grammy para melhor álbum de música alternativa.
Slant Magazine listou o álbum na posição #55 em sua lista dos melhores álbuns da década de 1980.

## Antecedentes
Bush inspirou-se no romance Ulysses de James Joyce para compor a faixa-título do álbum. Ela percebeu que o monólogo de Molly Bloom, a passagem final do romance, encaixava-se na música que ela criara. Quando o patrimônio de Joyce se recusou a liberar o texto para Bush usar na música, ela compôs uma letra de autoria própria que lembra a passagem original do romance, fazendo Molly sair das páginas do livro e viver no mundo real.
A música "This Woman's Work", presente na trilha sonora de A Vida Não Pode Esperar, foi reeditada para o álbum.
E 2011, Bush lançou um novo álbum, Director's Cut, que contém novas versões de quatro músicas de The Sensual World, incluindo a faixa-título que passou a se chamar "Flower of the Mountain". Ao finalmente receber permissão do patrimônio de Joyce, ela gravou um novo vocal usando o monólogo de Molly Bloom. Além disso, regravou uma versão mais longa de "This Woman's Work". A nova versaõ de "Deeper Understanding" foi lançada como single junto com um clipe.

## Faixas
Todas as faixas escritas e compostas por Kate Bush. 
| N.º            | Título                                           | Duração               |  |
| 1.             | "The Sensual World"                              | 3:57                  |  |
| 2.             | "Love and Anger"                                 | 4:42                  |  |
| 3.             | "The Fog"                                        | 5:04                  |  |
| 4.             | "Reaching Out"                                   | 3:11                  |  |
| 5.             | "Heads We're Dancing"                            | 5:17                  |  |
| 6.             | "Deeper Understanding"                           | 4:46                  |  |
| 7.             | "Between a Man and a Woman"                      | 3:29                  |  |
| 8.             | "Never Be Mine"                                  | 3:43                  |  |
| 9.             | "Rocket's Tail"                                  | 4:06                  |  |
| 10.            | "This Woman's Work"                              | 3:32                  |  |
| 11.            | "Walk Straight Down the Middle" (faixa bônus CD) | 3:48                  |  |
| Duração total: | Duração total:                                   | 42:10 (LP) 45:58 (CD) |  |

Os lançamentos em CD e fita cassete do álbum apresentam a faixa bônus Walk Straight Down the Middle, anteriormente lançada como lado B do single The Sensual World.14

## Desempenho nas paradas musicais
| Parada musical (1989)                    | Melhor posição |
| ---------------------------------------- | -------------- |
| Austrália — ARIA Albums Chart            | 30             |
| Japão — Oricon Albums Chart              | 18             |
| Noruega — Norwegian Albums Chart         | 7              |
| Países Baixos — MegaCharts               | 16             |
| Reino Unido — UK Albums Chart            | 2              |
| Suécia — Sverigetopplistan               | 17             |
| Nova Zelândia — New Zealand Albums Chart | 27             |
| Suíça — Swiss Albums Chart[              | 11             |

## Créditos
- Haydn Bendall: engenheiro de gravação
- Andrew Boland: engenheiro
- Stoyanka Boneva: vocais
- Kate Bush: piano, teclado, vocais, vocais de fundo, produção musical
- Paddy Bush: bandolim, vocais de fundo, valiha, chicote, tambor
- Clare Connors: violino
- Ian Cooper: engenheiro de corte
- Stuart Elliott: bateria
- Eva Georgieva: vocais
- John Giblin: baixo elétrico
- David Gilmour: guitarra
- Paul Gomazel: engenheiro
- John Grimes: engenheiro assistente
- Michael Kamen: arranjos, orquestração
- Mick Karn: baixo
- Nigel Kennedy: violino, viola
- Kevin Killen: engenheiro, mixagem
- Tom Leader: engenheiro assistente
- Dónal Lunny: bouzouki
- Charlie Morgan: bateria
- Alan Murphy: guitarra
- Michael Nyman: arranjos de corda
- Del Palmer: baixo, percussão, guitarra rítmica, engenheiro, Fairlight CMI, mixagem
- Justin Pearson: violoncelo
- Dimiter Penev: arranjos
- Yanka Rupkina: vocais
- John Sheahan: fiddle
- Davy Spillane: flauta, assovio, apito, uilleann pipes
- Alan Stivell: vocais de fundo, harpa celta
- Trio Bulgarka: vocais
- Eberhard Weber: corpo sólido, contrabaixo elétrico
- Bill Whelan: arranjador
- Jonathan Williams: violoncelo